# Britta Marakatt-Labba
Britta Margareta Marakatt-Labba, née le 18 septembre 1951 à Idivuoma, Karesuando, Suède, est une artiste suédoise sâme membre du groupe d'artistes Samisk Kunstnergruppe (sv). Elle travaille principalement le textile (broderie) et est également peintre et artiste graphique.

## Petite enfance et éducation
Britta Marakatt-Labba est l'un des neuf enfants nés dans une famille d'éleveurs de rennes. Alors qu'elle est âgée de cinq ans, son père, Johannes Marakatt, meurt, laissant sa mère, Anna Maria Nutti, s'occuper de la famille. Elle étudie au lycée populaire de Sunderby (en suédois : Sunderby folkhögskola) de 1971 à 1973. De 1974 à 1978, Britta Marakatt-Labba étudie à l'Art Industrial School (suédois : Konstindustriskolan) à Göteborg, en Suède, où elle obtient un baccalauréat en art textile. De 1999 à 2002, elle étudie à l'Université des sciences appliquées sâmes de Kautokeino, en Norvège.

## Carrière
Bien que Britta Marakatt-Labba travaille avec de nombreux types de supports, ce sont principalement ses broderies narratives utilisant des motifs de la culture et de la mythologie sâmes pour lesquels elle est connue. En plus des textiles, elle travaille l'aquarelle et la lithographie. Elle a également illustré de nombreux livres et conçu des costumes et des décors de théâtre.
En relation avec le conflit d'Alta des années 1970,Britta  Marakatt-Labba crée le récit brodé Garjját ("Les Corbeaux"), qui représente des corbeaux se posant et se transformant progressivement en policiers vêtus de noir progressant en file indienne vers les Sâmes assis en protestation devant leur goahti. Elle rejoint en 1978 le groupe Máze, un groupe d'artistes sâmes et participe un an plus tard, en 1979, à la création de l'Union des artistes sami.
De 2003 à 2007, Britta Marakatt-Labba crée une œuvre intitulée Historjá qui raconte l'histoire et la mythologie du peuple sâme. Cette œuvre d'art épique en textile mesure 23,5 m de long et est normalement exposée dans le bâtiment des sciences non expérimentales de l'université de Tromsø,. Elle a été exposée dans le cadre de la documenta 14 à Cassel (Allemagne) en 2017.

## Prix
- 1993 : prix Anna Nordlander[7]
- 2000 : prix Rubus arcticus
- 2011 : bourse Asa Kitok[8]
- 2012 : bourse Kauppi[9],[10]
- 2015 : prix Per Gannevik[11]
- 2017 : prix John Savio[12]
- 2017 : Illis Quorum
- 2018 : prix culturel Västerbottens-Kuriren[13]

## Œuvres
- Girdi noaiddit [Chamanes volants]  (1985)
- Melkeveien [Voie lactée]  (2022)